# Umie MOSAIC

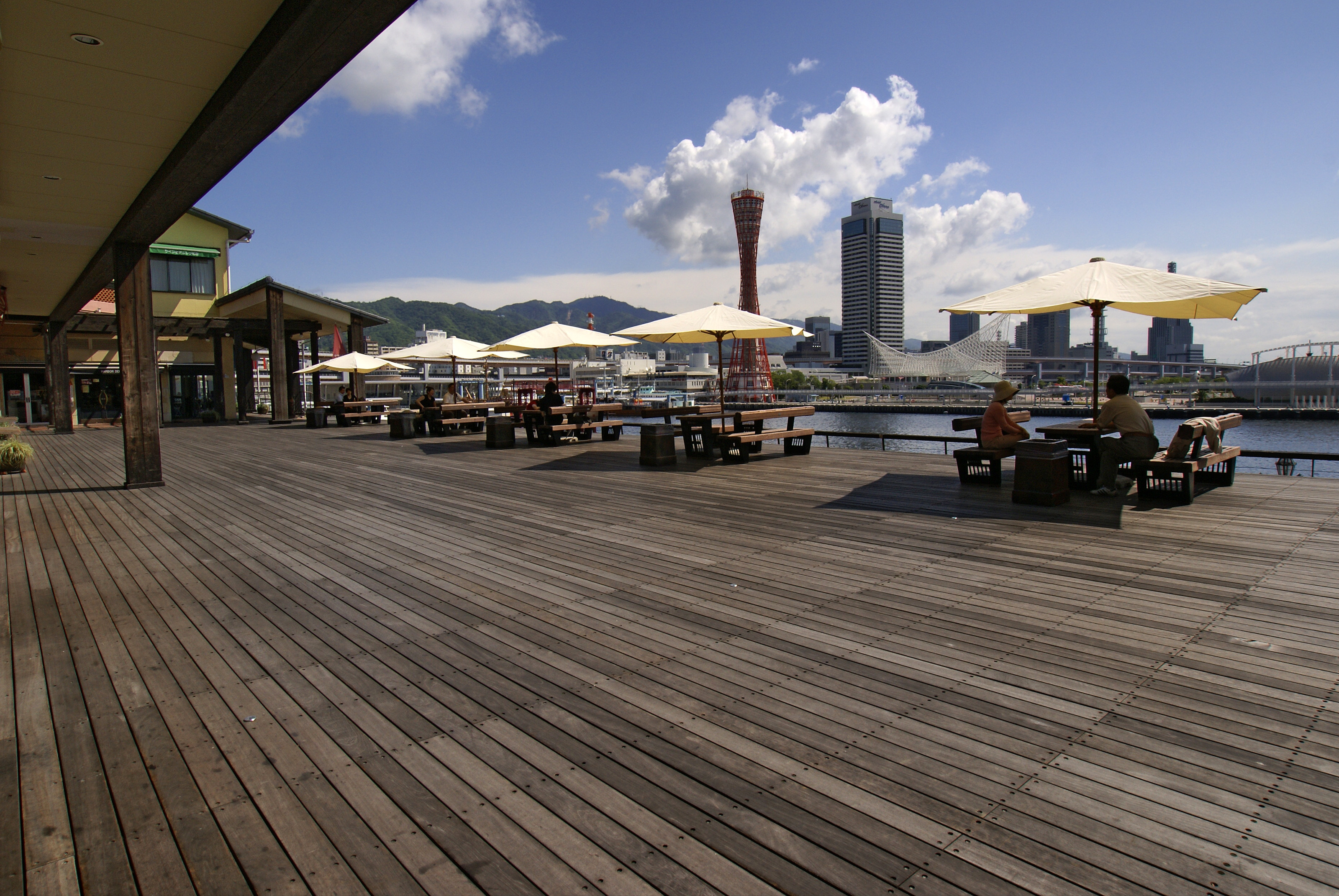
シーサイド 2Fウッドデッキ

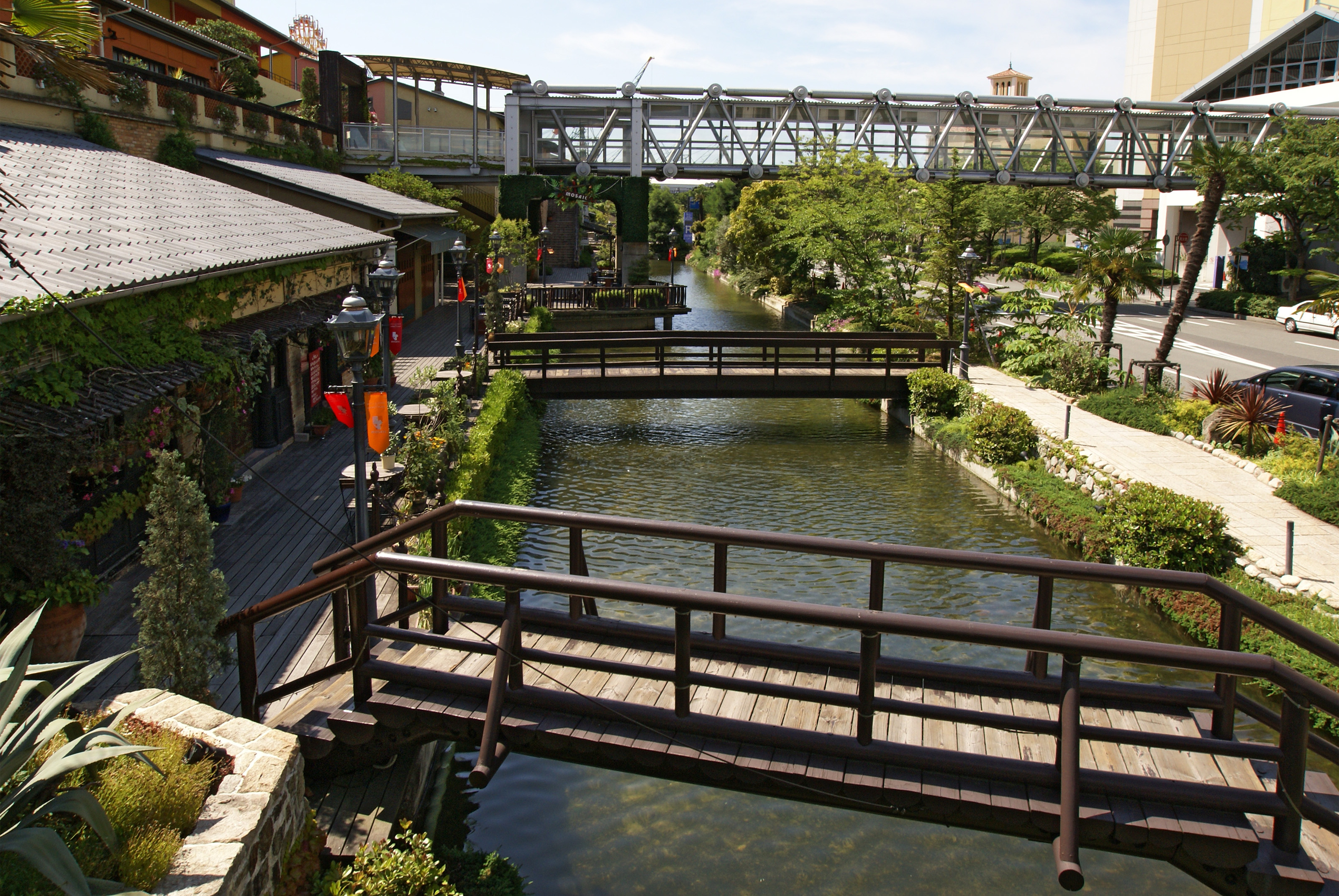
運河サイド北側

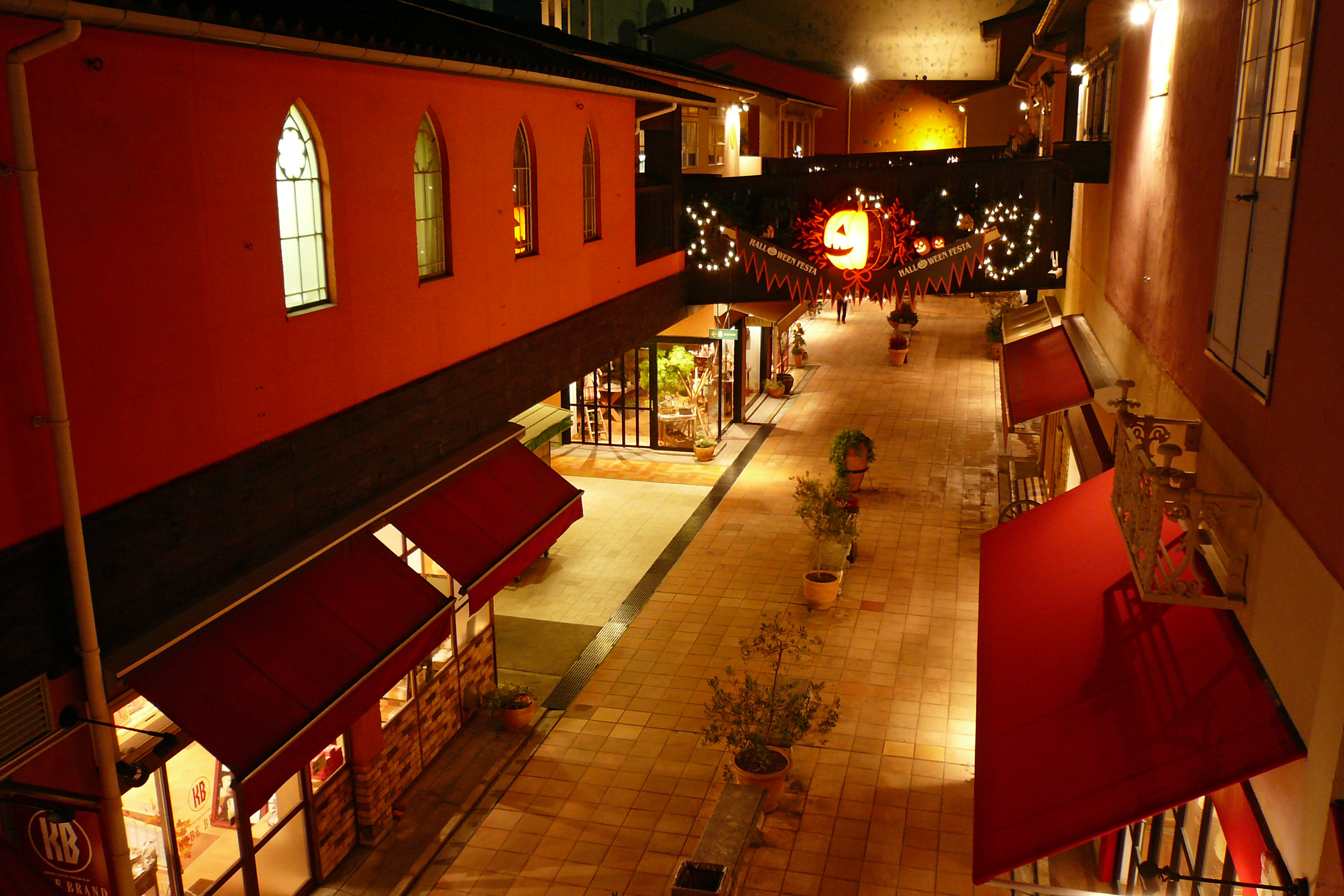
3Fから2Fの太陽通りを望む

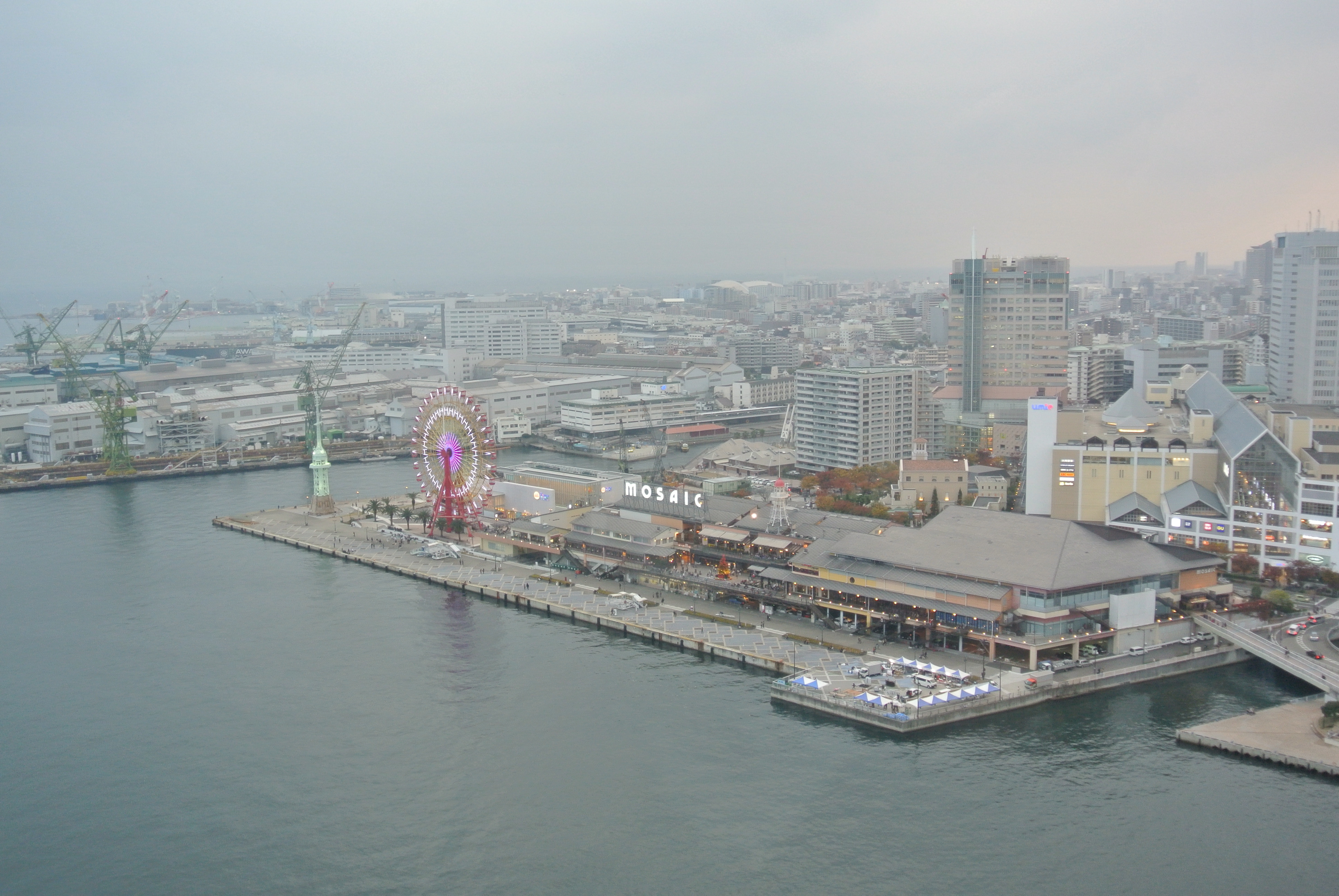
神戸ポートタワーから見たUmie MOSAIC

umie MOSAIC（ウミエ モザイク）は、兵庫県神戸市中央区・神戸ハーバーランドにある複合商業施設。

## 概要
1992年（平成4年）10月1日、三菱倉庫の倉庫跡地に『神戸モザイク』（こうべモザイク）の名称でオープン。海と運河に囲まれた三層構造の建物にショッピング、レストラン、アミューズメント施設モザイクガーデンなどを備える。神戸ハーバーランドの東側、神戸港のウォーターフロントに面している。
2階のウッドデッキからは、高浜岸壁に停泊中の遊覧船『神戸コンチェルト』や対岸の神戸メリケンパークオリエンタルホテル、世界一のクリスマスツリー(2017年11月17日～2017年12月26日限定)といった、メリケンパークや中突堤周辺の景色を望むことができる。
当初の施設の開発および管理は、阪急百貨店が40%、阪急電鉄・東宝・三菱倉庫の三社が20%ずつ出資し、1990年（平成2年）に設立された『タクト』が務めていた。しかし、2012年（平成24年）3月11日の神戸阪急の閉店に合わせ、阪急百貨店や親会社のエイチ・ツー・オー リテイリング（H2O）がハーバーランド圏内の商業施設の運営から撤退することを表明。同年4月1日付で、建物を所有する三菱倉庫にタクトの株式40%全てを譲渡し、経営権も移行した。
ハーバーランドの商業施設が全体的に不振に喘いでいるのに対し、神戸モザイク（当時）はテナントの撤退が比較的少ない堅調さを見せていた。そんな中のH2Oの撤退に伴い、神戸阪急の跡地とHa・Re（当時）と合わせてイオンモールによる再開発が行われることになり、2013年（平成25年）4月18日に前二者と共に『umie』としてリニューアルオープン。これにより当館もumieに編入され、名称も『umie MOSAIC』に一新された。
『umie MOSAIC』への改称後も、多くのテナントは神戸モザイク時代から営業を継続している。また、館内には阪急阪神東宝グループ傘下のオーエスが運営する映画館『シネモザイク』が入居していたが、『umie MOSAIC』へのリニューアル後は『OSシネマズ神戸ハーバーランド』として「SOUTH MALL」の5・6階に移転の上、スクリーン数も4つから9つに拡張された。
なお、施設の南側には阪神・淡路大震災からの復興のシンボルとして、1995年（平成7年）12月に『モザイクガーデン』が開業したが、老朽化などでアトラクション利用者数が減少したとして、2012年（平成24年）5月6日までに観覧車以外の営業を終了した。モザイクガーデンの跡地には、『umie MOSAIC』へのリニューアル翌日に当たる2013年（平成25年）4月19日に、アンパンマンのテーマパーク『神戸アンパンマンこどもミュージアム&モール』が開業した。